# Рассвет (футбольный клуб, Троицкое)
«Рассвет» — российский футбольный клуб из села Троицкое Лискинского района Воронежской области. Провёл один сезон (1997) на профессиональном уровне.

## История
Клуб основан в 1980-х годах председателем колхоза «Рассвет» Владимиром Ивановичем Фроловым. Выступал на одноимённом стадионе в селе Троицкое. Цвета клуба — бело-зелёные.
В 1995 году стал чемпионом Воронежской области и финалистом областного Кубка. В сезоне 1996 года стал победителем зоны «Черноземье» КФК России, а в российском финальном турнире не смог выйти из группы.
В 1997 году провёл свой единственный сезон в соревнованиях профессиональных клубов во второй зоне третьей лиги. В состав были приглашены несколько известных игроков Воронежской области и Черноземья, в том числе с опытом выступлений в высшей лиге, тренировал команду в этом сезоне Сергей Михайлович Лушин. В итоге команда заняла второе место среди 16-ти участников, уступив только «Кубани» из Славянска-на-Кубани. В 30 матчах было одержано 17 побед, семь матчей клуб сыграл вничью и шесть — проиграл. Фактически были сыграны 27 матчей, ещё в трёх «Рассвету» были засчитаны технические победы. Самую крупную победу команда одержала над краснодарской «Кубанью-2» (4:0), самое крупное поражение потерпела от «Кубани» из Славянска-на-Кубани (0:4).
Наибольшее число матчей за клуб на профессиональном уровне провели Вадим Эктов и Геннадий Юрьев — по 27. Лучший бомбардир — Геннадий Ремезов (15).
В 1998 году «Рассвет» по спортивному принципу должен был играть во втором дивизионе, но по организационным причинам вернулся в любительские соревнования. В 1999 году во второй раз в истории стал чемпионом Воронежской области, в 2000 и 2004 годах был бронзовым призёром.
О существовании клуба после 2004 года сведений нет.

## Достижения
- Победитель зоны «Черноземье» КФК: 1996
- Чемпион Воронежской области: 1995, 1999
- Бронзовый призёр чемпионата Воронежской области: 2000, 2004
- Финалист Кубка Воронежской области: 1995, 1996

## Тренеры
- Сергей Михайлович Лушин (1997)